# Любовь Жанны Ней (фильм)
«Любовь Жанны Ней» (нем. Die Liebe der Jeanne Ney) — немецкий немой драматический фильм 1927 года режиссёра Георга Пабста, экранизация одноимённого романа Ильи Эренбурга 1924 года.
О зародившейся в Крыму в годы русской революции любви дочери французского дипломата Жанны Ней и молодого русского коммуниста Андрея, которая развивается в Париже начала 1920-х, где Жанна разыскивает бриллиант Романовых, а Андрей помогает французским коммунистам. Но везде в их жизнь вторгается «не красный и не белый» проходимец Халыбьев — вор, предатель и развратник, мечтающий разбогатеть и желающий соблазнить Жанну…

## Сюжет
Пролог: 1917 год, Крым, Российская империя накануне Революции.
Жанна Ней — дочь французского дипломата. Она влюблена в Андрея Лабова. Некто Халыбьев, проходимец и провокатор охранки, волочится за Жанной — богатой и красивой. Халыбьев продаёт её отцу список большевистских агентов, в который входит Андрей. Через служанку большевики узнают о списке, и Андрей и ещё один коммунист идут к отцу Жанны, требуя отдать список. Когда дипломат достаёт пистолет, то спутник Андрея убивает его. От близкого выстрела кровь оказывается на пальто Андрея, что замечает вошедшая Жанна. Она уверена, что это Андрей убил её отца, порывает с ним, хотя по-прежнему любит его. Когда Красная Армия берёт Крым, Андрей помогает Жанне бежать, организуя её отъезд с помощью влиятельного и высокопоставленного коммуниста.
Дальнейшие события разворачиваются через несколько лет в Париже, Франция.
Жанна работает секретаршей у своего дяди Раймонда, частного детектива, который расследует пропажу бриллианта Романовых. Вскоре в Париж прибывает Андрей, посланный большевиками помочь коммунистам Франции организовать забастовку моряков в Тулоне. Сюда же приезжает и Халыбьев — бежавший белогвардеец.
Судьбы всех троих участников крымской трагедии снова переплетаются.
Халыбьев собирается соблазнить слепую дочь Раймонда, Габриэль, чтобы жениться на ней, завладеть деньгами, убить её и зажить богато с проституткой из бара. Но проститутка предупреждает Габриэль и Раймонда. Тогда Халыбьев, узнав, что бриллиант найден детективом, крадёт его, задушив Раймонда.
Заметая следы, Халыбьев подставляет Андрея. Убегая с места преступления, он позволяет слепой Габриэль схватить его пальто, которое было украдено у Андрея. Когда Андрея арестовывают, при нём находят большую сумму денег (он их вёз курьером для Коммунистической партии во Франции), что делает его ещё более подозрительным.
Жанна просит Халыбьева подтвердить алиби Андрея, так как он видел, как она выходила из здания с Андреем. Халыбьев соглашается, но делает ей недвусмысленное сексуальное предложение. Жанна отказывается, тогда он пытается взять её силой. Когда она кричит, Халыбьев пытается заставить ее замолчать своим носовым платком, забыв, что завернул в него украденный бриллиант. Она понимает, что он убийца. Жанна вырывается. Халыбьев арестован, а Андрей освобождён.

## В ролях
- Эдит Жианни — Жанна Ней
- Уно Хеннинг — Андрей Лабов
- Фриц Расп — Халыбьев
- Бригитта Хельм — Габриэль
- Адольф Лихо — Раймонд Нэй, дядя Жанны, частный детектив
- Ойген Йенсен — Андрэ Ней, отец Жанны, французский дипломат
- Ганс Ярай — Пойтрас
- Зигфрид Арно — Гастон
- Херта фон Вальтер — Марго
- Владимир Соколов — Захаржевич
- Джек Тревор — мистер Уоллес Джек
- Генрих Гото — мужчина в поезде
- Милли Мэтис — женщина в поезде
- Маммей Терджа-Баса — служанка в Крыму
- Йозефина Дора — жена ювелира
- Маргарита Купфер — горничная отеля
- Шольц, Роберт — шеф полиции
- Виктор Тривас — прохожий

В ряде эпизодов (военные действия, кутёж белогвардейцев в Крыму) — около сотни реальных бывших белогвардейцев из эмигрантов, снимавшиеся в своих мундирах, за 15 марок в день:

Третья сцена — кутёж белых офицеров. Пабст пригласил на съемку бывших деникинцев. Они сберегли военную форму; трудно сказать, на что они рассчитывали — на реставрацию или на киносъемки. Сверкали погоны, высились лихие папахи, на рукавах красовались черепа «батальонов смерти». Я вспомнил Крым 1920 года, и мне стало не по себе.— из впечатлений Ильи Эренбурга о съёмках фильма

## Съёмки
Сцены в Париже снимались на натуре — в Париже, но в целом фильм снимался в павильонах Бабельсбергской студии UFA.
Декорации — Отто Хунте и Виктор Тривас, монтаж — Марк Соркин.
Изначально Эренбург планировал экранизацию романа в СССР, но этого не произошло — причины остаются неясными. Ещё в 1924 году он написал сценарий и заключил в Петрограде договор со студией «Кино-север» (будущий «Ленфильм»), но сценарий был запрещён худсоветом Главполитпросвета. Затем попытался экранизировать через «Госкинпром Грузии» (в 1929 году там была экранизирована его «Трубка коммунара») с выездом группы в Берлин и Париж, но это тоже встретило противодействие, а Демьян Бедный написал по этому поводу разгромное сатирическое стихотворение «Растрат-Монтаж».
В 1926 году роман «Любовь Жанны Ней» вышел в переводе на немецкий в издательстве «Rhein-Verlag» и был встречен восторженно — журнал «Die literarische Welt» назвал Эренбурга «несравненным романистом, поэтом, исполненным глубочайших переживаний, поэтом для немногих, недоступным читательской толпе». Инициатором перевода был друг Эренбурга — немецкий коммунист, поэт Виланд Герцфельде, от которого Эренбург получил письмо о желании Пабста экранизировать роман. Эренбург, зная картину Пабста «Безрадостная улица», согласился.

Пабст решил приправить интригу моего романа живописными сценами: бой белогвардейцев с «зелеными», заседание Совета рабочих депутатов, Ревтрибунал, подпольная типография. Зная, что сценарий, состряпанный кем-то наскоро, изобилует нелепостями, немцы с присущим им педантизмом всё же стремились к правдоподобности деталей, ходили в советское посольство и одновременно приглашали в качестве консультанта генерала Шкуро, выступавшего с труппой джигитов.— из впечатлений Ильи Эренбурга о съёмках фильма
Эренбург участвовал в процессе съёмок фильма, первый раз он по приглашению Пабста приехал в Берлин в феврале 1927 года; потом ещё раз в мае, затем был на натурных съемках в Париже.
Свои впечатления о съёмках он изложил в очерке «Встреча автора со своими персонажами».
Из актёров особое впечатление на Эренбурга произвёл Фриц Расп исполнявший роль Халыбьева: «Он выглядел доподлинным злодеем, и когда он укусил руку девки, а потом положил на укушенное место вместо пластыря доллар, я забыл, что передо мною актёр», — вспоминал Эренбург.
Фильм в некоторых местах отклоняется от романа, но, главное, у него счастливый конец в отличие от романа. В открытом письме в газету «Frankfurter Zeitung», опубликованном в феврале 1928 года, Эренбург выразил протест, и позже писал о соотношении романа и фильма:

На экране всё выглядело иначе — от деталей до сути. … Я писал: «В моей книге жизнь устроена плохо, — следовательно, её нужно изменить. В фильме жизнь устроена хорошо, — следовательно, можно идти спать». … Можно перекроить фильм, можно уговорить писателя переделать роман. А эпоху не перекрасишь.— Илья Эренбург

## Критика

### Германия
В экстремальных настройках камеры вы чувствуете влияние русских фильмов. В своем наводящем образном языке, широко использующем мрак, окна, зеркала, лужи воды, Пабст продолжает развивать элементы экспрессионизма. … в своем постановочном стиле Пабст продолжает лучшие традиции своей выпуклой, резкой реальности, хотя и не может отрицать своей склонности к мелодраматике.
Оригинальный текст (нем.)In extremen Kameraeinstellungen spürt man den Einfluss der Russenfilme. In seiner suggestiven Bildsprache, die Düsternis, Fenster, Spiegel, Wasserpfützen ausführlich nutzt, entwickelt er [Pabst] Elemente des Expressionismus weiter. ... in seinem Inszenierungsstil setzt Pabst die besten Traditionen seiner prallen, drastischen Wirklichkeit fort, wenngleich er auch seinen Hang zur Melodramatik nicht verleugnen kann.
— Christiane Mückenberger, 1933

Сентиментальная, но превосходно поставленная история… Классический уфимский немой фильм, смешивающий элементы советского революционного кино с экспрессионизмом немецкой чеканки. Постановка, близкая к реальности, преувеличена мелодраматическими эффектами.
Оригинальный текст (нем.)Sentimentale, doch hervorragend inszenierte Kriegsgeschichte über die Zeit nach der russischen Revolution: die Tochter eines französischen Journalisten verliebt sich in Odessa in einen Offizier der Roten Armee und trifft ihn später in Paris wieder, wo sie ihn vor der Guillotine retten kann. Klassischer UFA-Stummfilm, der Elemente des sowjetischen Revolutionskinos mit dem Expressionismus deutscher Prägung mischt. Die realitätsnahe Inszenierung wird durch melodramatische Effekte überhöht.
— Lexikon des internationalen Films, 2017

### СССР
Пабст, экранизируя роман Эренбурга «Любовь Жанны Ней», монтировал и компоновал кадры и эпизоды по образцу Эйзенштейна и Пудовкина, но при этом деформируя и изменяя литературный оригинал. … когда Пабст ставил роман Эренбурга «Любовь Жанны Ней», он преднамеренно и умело старался сделать немецкий фильм на советский манер.— Октябрь и мировое кино: Доклады симпозиума. — М.: Искусство, 1969. — 395 с. — стр. 169

Режиссёр умело использовал целый комплекс приёмов, связанных с установившимися в мире представлениями о советском монтажно-типажном кино, в результате чего получился этакий пабстовский фильм на советский манер, сдобренный сентиментальной счастливой развязкой.— Стелла Гуревич — Советские писатели в кинематографе (20-30-е годы). — Ленинградский государственный Институт театра, музыки и кинематографии, 1975—144 с. — стр. 65

### США
В современной фильму рецензии в газете «Нью-Йорк таймс» была дана высокая оценка актёрам фильма, и особенно исполнительницы главной роли:

…бывают моменты, когда действия различных лиц в актёрском составе превращают картину в нечто более ценное, чем может дать сама история. Есть также немного хорошей операторской работы, делающей свою часть, чтобы поднять уровень рассказа. Эдит Жианни, как и Жанна, сталкивается с неприятной ситуацией, когда ей приходится сталкиваться с большим количеством непреодолимых барьеров, и поэтому она скорее скользит, чем играет, прокладывая себе путь. В то же время она не переигрывает — искушение, которое при данных обстоятельствах легко может оказаться непреодолимым.
Оригинальный текст (англ.)...there are times when the acting of various persons in the cast swings the picture into something more valuable than the story itself can give. There is also a bit of good camera work doing its part to raise the level of the tale.Edith Jehanne, as Jeanne, runs up against the unfortunate situation of having to face the greater number of impassable barriers, and hence she glides, rather than acts, her way through. At the same time she does not overact—a temptation which under the circumstances might easily be overwhelming.
— The Screen // New York Times, July 10, 1928
Д. Хоберман относит фильм к числу «кульминационных произведений немого кино» как «амбициозную попытку синтеза советского монтажа, голливудской экшн-мелодрамы и немецкой мизансцены».